# Державна академія житлово-комунального господарства
Державна академія житлово-комунального господарства Міністерства будівництва, архітектури та житлово-комунального господарства України
Державний вищий навчальний заклад
IV рівня акредитації
Ліцензія Міністерства освіти і науки
AB № 552626 від 30.09.2010 р.

## Історія
1971 рік — Інститут підвищення кваліфікації керівних працівників та спеціалістів житлово-комунального господарства
1993 рік — Науково-дослідний Інститут економіки житлово-комунального господарства та підготовки кадрів «Комунекономіка»
1995 рік — Інститут перепідготовки, підвищення кваліфікації кадрів, наукових досліджень економіки житлово-комунального господарства «Комунекономіка»
1998 рік — Державний інститут житлово-комунального господарства
2000 рік — Державна академія житлово-комунального господарства
2011 рік — Злиття з утворенням на базі державного вищого
навчального закладу «Київський університет управління та
підприємництва»
Історія Державної академії житлово-комунального господарства (далі — ДАЖКГ) починається з 1971 р. Відповідно до Постанови Ради Міністрів УРСР від 13 вересня 1971 р. № 442 та наказу Міністерства комунального господарства УРСР від 5 жовтня 1971 р. № 366 створено Інститут підвищення кваліфікації керівних працівників і спеціалістів житлово-комунального господарства, у тому числі Донецький факультет з кафедрою міського будівництва. У 1993 році Інститут підвищення кваліфікації керівних працівників і спеціалістів житлово-комунального господарства Держжитлокомунгоспу України об'єднано з Науково-дослідним і проектним центром економіки і інформації «Комунекономіка» Держжитлокомунгоспу України (наказ Держжитлокомунгоспу України від 23.06.1993 р. № 48).З 1 вересня 1993 р., на базі об'єднаних структур створено Науково-дослідний інститут економіки житлово-комунального господарства та підготовки кадрів «Комунекономіка» Держжитлокомунгоспу України (наказ Держжитлокомунгоспу України від 18 серпня 1993 р. № 63)З 1994 р, відповідно до одержаних ліцензій інститут здійснює перепідготовку фахівців зі спеціальностей «Облік і аудит», «Теплогазопостачання і вентиляція». У зв'язку з одержанням відповідних ліцензій на право здійснення освітньої діяльності за III рівнем акредитації інститут було перейменовано в Інститут перепідготовки, підвищення кваліфікації кадрів, наукових досліджень економіки житлово-комунального господарства «Комунекономіка» Держжитлокомунгоспу України (наказ Держжитлокомунгоспу від 21 січня 1995 р. № 49).У березні 1998 р. названий інститут реорганізовано у Державний інститут житлово-комунального господарства, який здійснював освітню діяльність за III рівнем акредитації. В липні 1998 р. інститут одержав ліцензії на право підготовки бакалаврів зі спеціальностей: «Облік і аудит», «Економіка підприємства» «Менеджмент організацій», спеціалістів зі спеціальності «Менеджмент організацій». Державний інститут житлово-комунального господарства за два роки роботи трансформувався в Академію.
Понад 15 років праці віддав Інституту науковець Петро Єнін (1937—2018), який обіймав у навчальному закладі різні посади: від завідувача кафедри до виконувача обов'язків ректора.

## Сучасність
Державна академія житлово-комунального господарства утворена постановою Кабінету Міністрів України від 28 вересня 2000 р. № 1490 на базі Державного інституту ЖКГ (функціонував з 1971 р.).
Основними функціями Академії є:
підготовка, перепідготовка та підвищення кваліфікації фахівців для підприємств, установ і організацій житлово-комунальної сфери;
проведення наукових досліджень з економічних, технічних та технологічних питань, а також екологічних проблем житлово-комунального господарства;
інформаційне забезпечення підприємств, установ і організацій галузі.
Академія здійснює свою освітню діяльність за рахунок виконання державного замовлення, заявок підприємств, організацій та фізичних осіб.
У складі академії функціонують: Науково-дослідний інститут ЖКГ, Донецький інститут міського господарства, Головний центр навчання з охорони праці посадових осіб та спеціалістів підприємств, установ і організацій ЖКГ, обчислювальний центр, 7 факультетів і 18 кафедр.

### Факультети і кафедри
- Обліково-економічний.
- Менеджменту і екологічної безпеки.
- Заочної форми навчання.
- Післядипломної освіти.
- Довузівської підготовки.

Кафедри:
- Економіки підприємства.
- Економічної теорії.
- Менеджменту і маркетингу.
- Бухгалтерського обліку і аудиту.
- Екології, екологічної безпеки і екологічних ризиків у житлово-комунальному господарстві.
- Комунального господарства.
- Житлової політики і утримання житла.
- Суспільних дисциплін.
- Фундаментальних дисциплін.
- Української та іноземних мов.
- Фізичного виховання.
- Інформаційних технологій.
- Теплоенергетики.
- Готельно-ресторанного бізнесу.

Лабораторії:
Аналітично-вимірювальна лабораторія контролю якості води, стічної води та осадів.
Лабораторія технічних засобів навчання.
У структурі Донецького інституту міського господарства функціонують факультети:
Обліково-економічний.
Післядипломної освіти.
Кафедри: Обліку і аудиту.
Менеджменту.
Екологічної безпеки.
Економіки підприємства.
Економічної теорії.
Фундаментальних дисциплін.
Охорони праці.
Навчання в Академії передбачає забезпечення високого рівня професійної підготовки, оволодіння комп'ютерами і знання, як мінімум однієї іноземної мови.
З кожним роком у навчальному процесі використовуються все досконаліші комп'ютерні технології. Студенти мають можливість працювати в комп'ютерних класах у зручний час, виконувати на комп'ютерах контрольні, курсові та дипломні роботи.
Важливим напрямом роботи академії є перепідготовка фахівців для здобуття другої вищої освіти за спеціальностями: «Облік і аудит», «Економіка підприємства», «Менеджмент організацій», «Теплогазопостачання і вентиляція». Щороку понад 200 слухачів одержують дипломи про другу вищу освіту, понад 4000 керівників і спеціалістів підприємств та організацій галузі підвищують свій фаховий рівень.
Наукові підрозділи Академії зосереджують свої зусилля на розробленні нормативних документів, необхідних для забезпечення діяльності підприємств, організацій житлово-комунальної сфери в умовах переходу до ринкової економіки. Враховуючи потреби галузі, в структурі академії передбачається створення ряду науково-технічних центрів: з випробування та сертифікації обладнання для ЖКГ, локальних систем водоочищення та інші. Все це дасть можливість оптимізувати наукову діяльність з цих напрямів і підвищити її результативність.
Велике значення в Академії надається інформаційному забезпеченню підприємств, установ галузі. Розширюється надання інформації щодо розроблених і прийнятих законодавчих актів, нормативних та інструктивних матеріалів з питань реформування економіки житлово-комунального господарства, особливостей господарювання в умовах ринкової економіки як в Україні, так і в країнах СНД, а також щодо новинок техніки і технології для житлово-комунальної сфери.
Академія є видавцем журналу "Міське господарство України " і науково-виробничого бюлетеня «Питання житлової політики в Україні».

### Ректор Державної академії житлово-комунального господарства
Ректор Державної академії житлово-комунального господарства Міністерства будівництва, архітектури та житлово-комунального господарства України — Короткий Григорій Іванович, освіта вища, закінчив Київський державний університет ім. Т. Г. Шевченка, економічний факультет, спеціальність за освітою: економіст, викладач політекономії і суспільствознавства; професор, кандидат економічних наук, дійсний член Академії економічних наук України, Заслужений працівник народної освіти України, нагороджений орденом «За заслуги» III ступеня.